# Claire Keegan
Pour les articles homonymes, voir Keegan.
Claire Keegan est une femme de lettres irlandaise, née en 1968 dans le comté de Wicklow, en Irlande. Auteure de nouvelles, elle a remporté de nombreux prix en Irlande et à l'international. Ses œuvres ont été traduites dans dix-neuf langues. Reconnue internationalement comme professeure d'écriture créative, elle est également membre de l'association Aosdána depuis 2008.

## Biographie
Née dans le comté de Wicklow en 1968, Claire Keegan est la plus jeune d’une famille catholique nombreuse. À l’âge de dix-sept ans, elle se rend en Louisiane pour étudier l’anglais et les sciences politiques à l'Université Loyola de La Nouvelle-Orléans. Elle retourne en Irlande en 1992, puis vit pendant un an à Cardiff, où elle entreprend une maîtrise en écriture créative et enseigne à des étudiants de premier cycle à l’Université du Pays de Galles. Elle obtient ensuite une maîtrise en philosophie au Trinity College (Dublin).
Son premier recueil de nouvelles, L'Antarctique (1999), a remporté de nombreux prix et a figuré sur la liste des « meilleurs livres de 2001 » du Los Angeles Times. 
Dans le monde anglo-saxon, sa carrière littéraire s'est poursuivie avec la parution d'autres ouvrages acclamés par la critique, couronnés de nombreux prix littéraires, ainsi que par l'obtention de bourses et des invitations à donner des cours, notamment à l'Université Villanova ou encore au Trinity College (Dublin).
Ayant remporté le prix Orwell en 2022, Ce genre de petites choses a aussi été sélectionné en France pour deux prix prestigieux : le Prix littéraire des ambassadeurs de la Francophonie et le Grand Prix de l'héroïne Madame Figaro. En mars 2021, Claire Keegan et sa traductrice française, Jacqueline Odin, ont remporté le prix littéraire des ambassadeurs de la Francophonie.

## Œuvres
- L’Antarctique (Antarctica), trad. de Jacqueline Odin, Paris, Sabine Wespieser, 2010, 251 p.  (ISBN 978-2-84805-083-6)[5],[6],[7].
- Les Trois Lumières (Foster), trad. de Jacqueline Odin, Paris, Sabine Wespieser Éditeur, 2011, 100 p.  (ISBN 978-2-84805-095-9)[8],[9],[10],[11]. L'œuvre a été adaptée au cinéma dans un film réalisé par Colm Bairéad, The Quiet Girl (An Cailín Ciúin), sorti en 2022[12].
- À travers les champs bleus (Walk the Blue Fields), trad. de Jacqueline Odin, Paris, Sabine Wespieser Éditeur, 2012, 272 p.  (ISBN 978-2-84805-118-5)[13].
- Ce genre de petites choses (Small Things like These), trad. de Jacqueline Odin, Paris, Sabine Wespieser Éditeur, 2020, 120 p.  (ISBN 978-2-84805-372-1)[14].
- Misogynie (So Late in the Day), trad. de Jacqueline Odin, Paris, Sabine Wespieser Éditeur, 2022, 64 p.  (ISBN 978-2-84805-454-4)[15].

## Adaptation
Son roman Ce genre de petites choses (Small Things like These) est adapté au cinéma dans Tu ne mentiras point (Small Things Like These) sorti en 2024.